# Geografia de Malta
Malta é um pequeno país europeu, que consta de um arquipélago de três ilhas muito próximas umas das outras, situadas a sul da ilha italiana da Sicília, no Mediterrâneo. 
É constituída pela Ilha de Malta, a maior e principal, a Ilha de Gozo, e, entre estas duas, a Ilha de Comino, onde só uma família habita, mas mesmo assim muito turística, por causa da Lagoa Azul, uma baía abrigada com águas cristalinas.